# Paraphacodes
Paraphacodes is een kevergeslacht uit de familie van de boktorren (Cerambycidae). De wetenschappelijke naam van het geslacht werd voor het eerst geldig gepubliceerd in 1902 door Belon.

## Soorten
Paraphacodes is monotypisch en omvat slechts de volgende soort:
- Paraphacodes triangulum (Belon, 1902)